# Edificio Fonade
El Edificio Fonade es un rascacielos de oficinas ubicado en la ciudad de Bogotá, la capital de Colombia. Mide 106 metros de altura y tiene 34 pisos. Fue construido en 1974 en la intersección de la carrera 13 con la Avenida Eldorado.

## Nombre y alrededores
Debe su nombre al Fondo Financiero de Proyectos de Desarrollo (Fonade), que en 2019 pasó a llamarse ENTerritorio. El mismo año fue retirado el letrero de Fonade que se encontraba en su fachada norte. Entre sus inquilinos se encuentra el Departamento Nacional de Planeación (DNP).
La torre se encuentra en el costado norte del tradicional barrio La Alameda, en el centro de Bogotá. En sus alrededores se encuentran el Centro Internacional, la escultura La Rebeca y el Hotel Tequendama. En el año 2000 de construyó en su costado sur una de las salidas de la estación San Diego del sistema Transmilenio de autobús de tránsito rápido.

## Galería

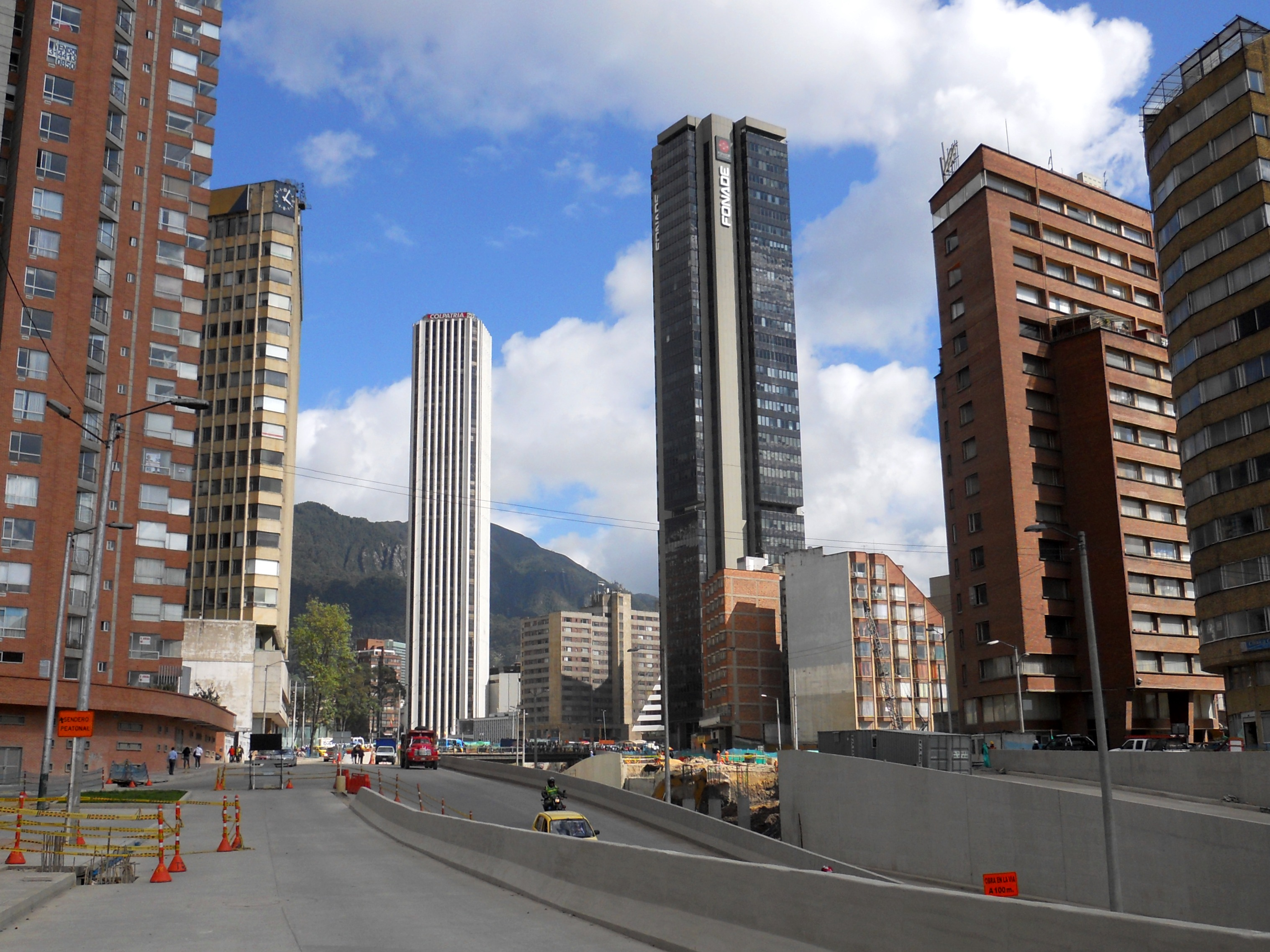
El Edificio Fonade en el skyline de Bogotá
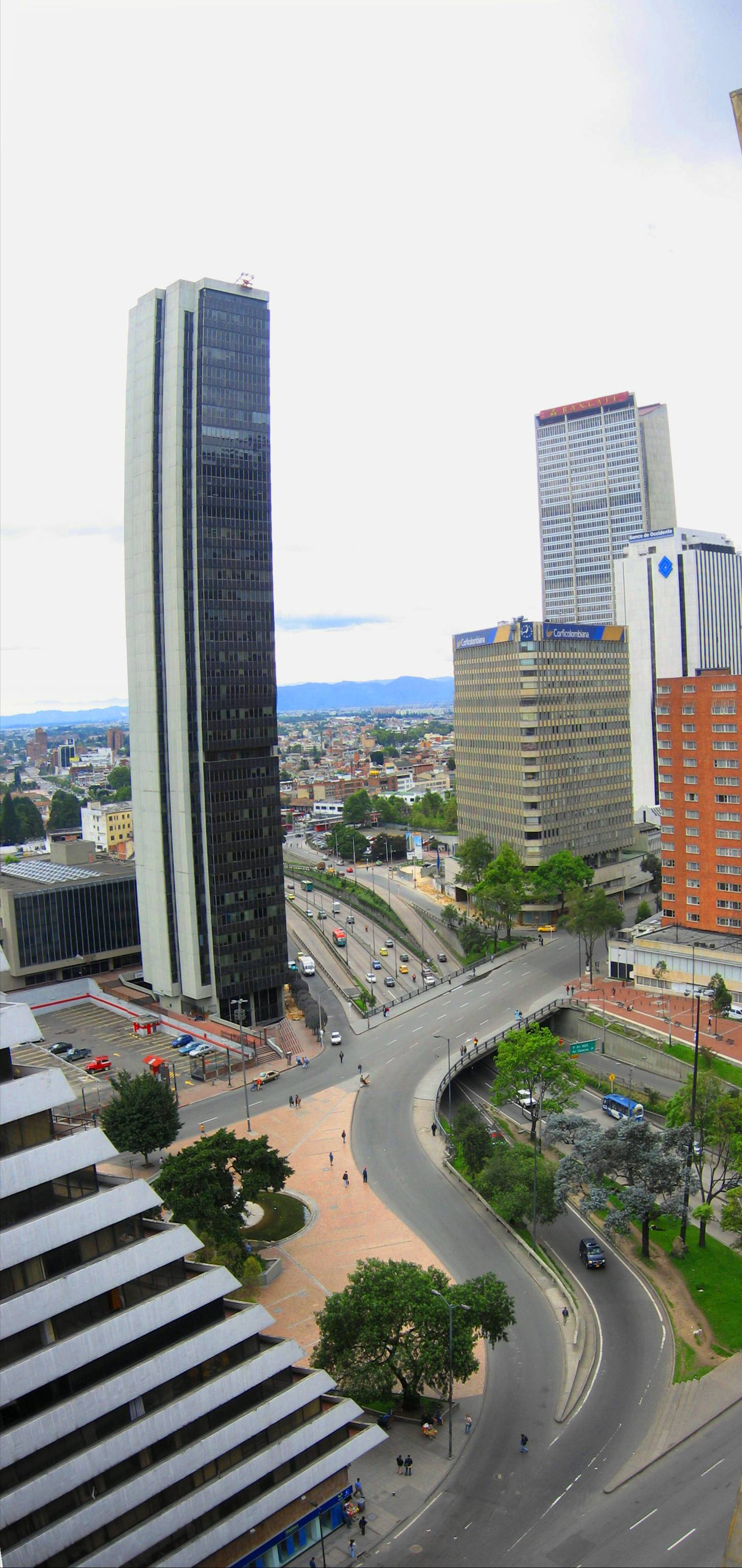
Desde la cra 10
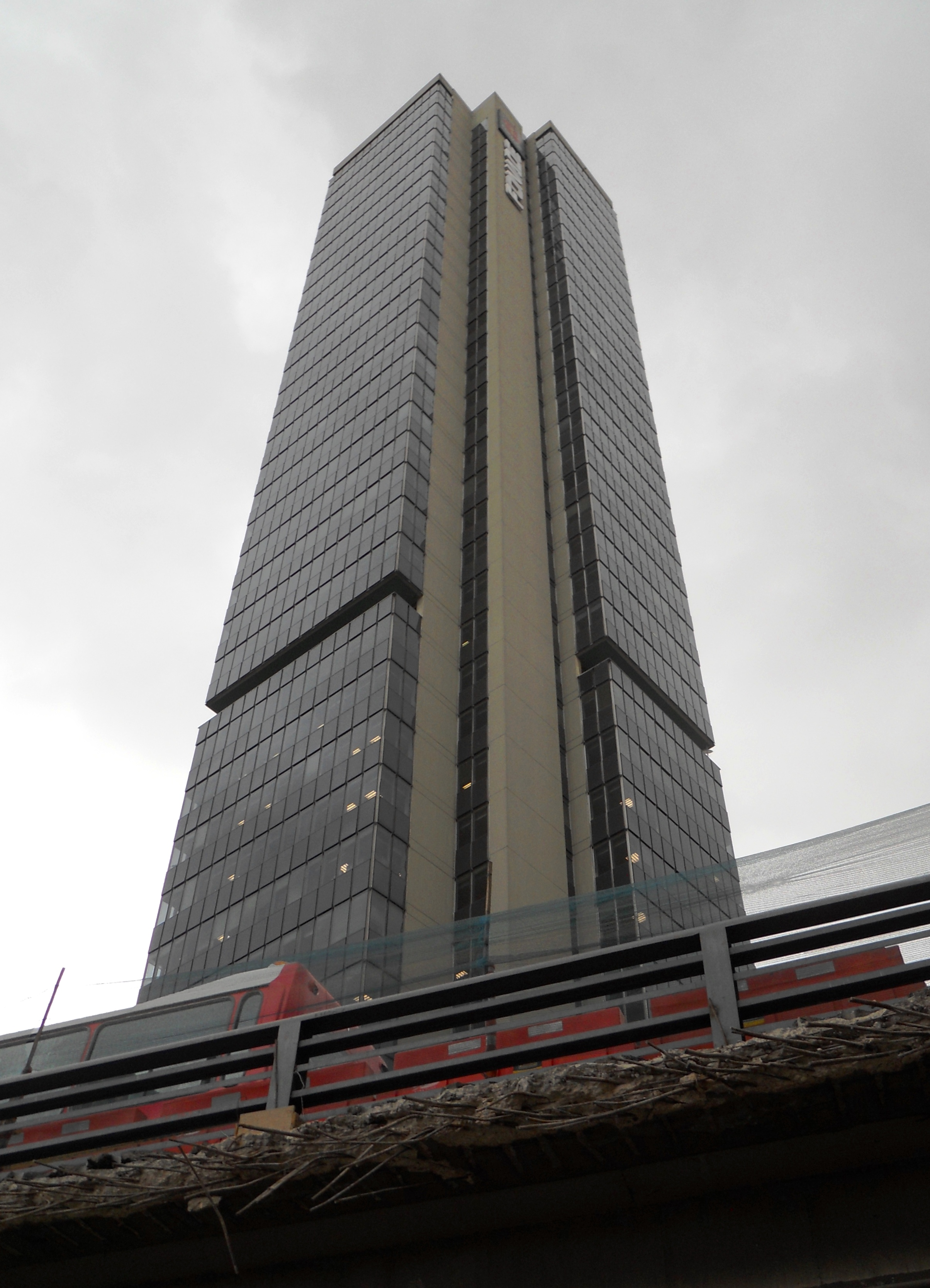
Vista en contrapicado
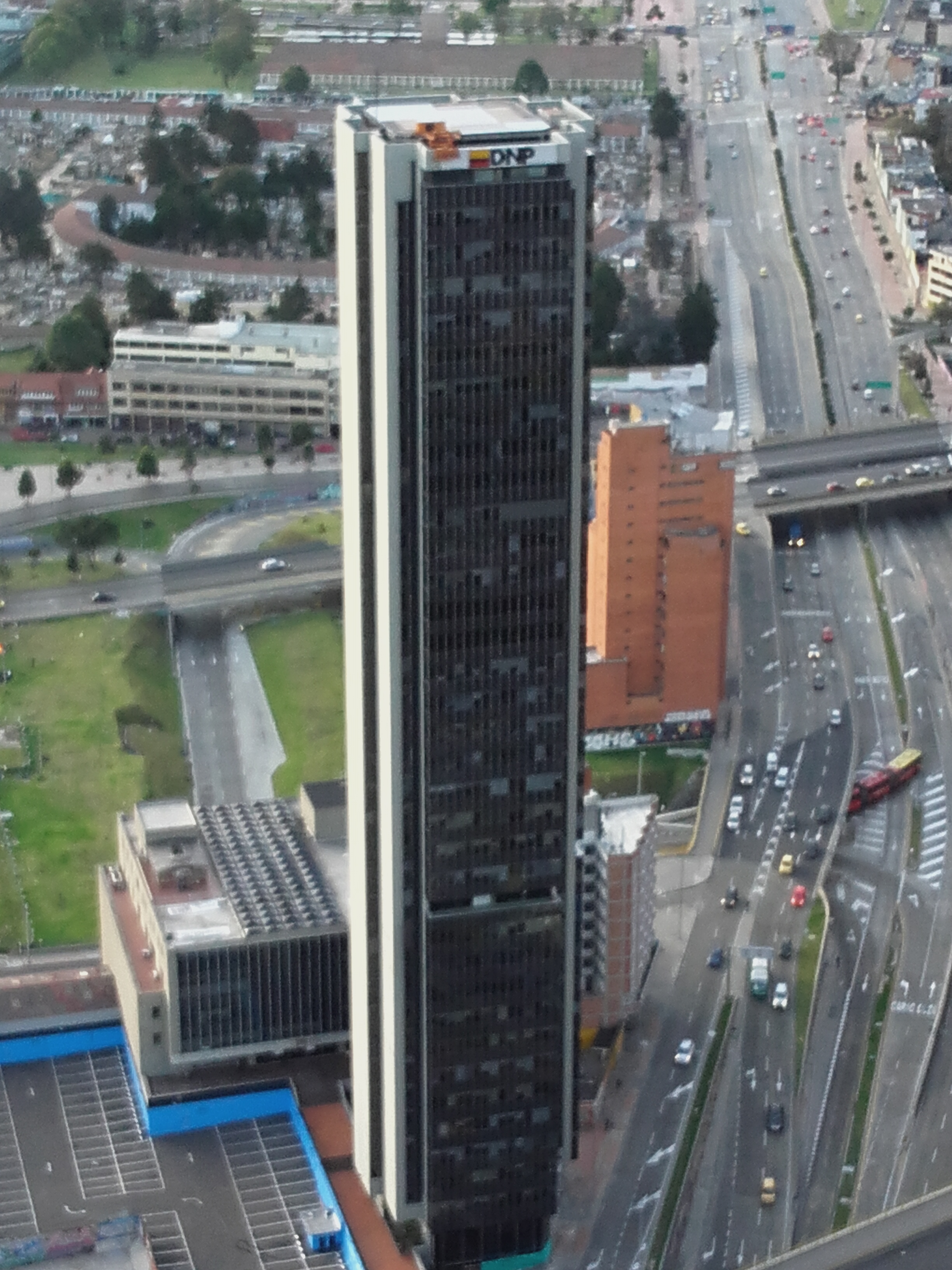
Vista aérea de la torre
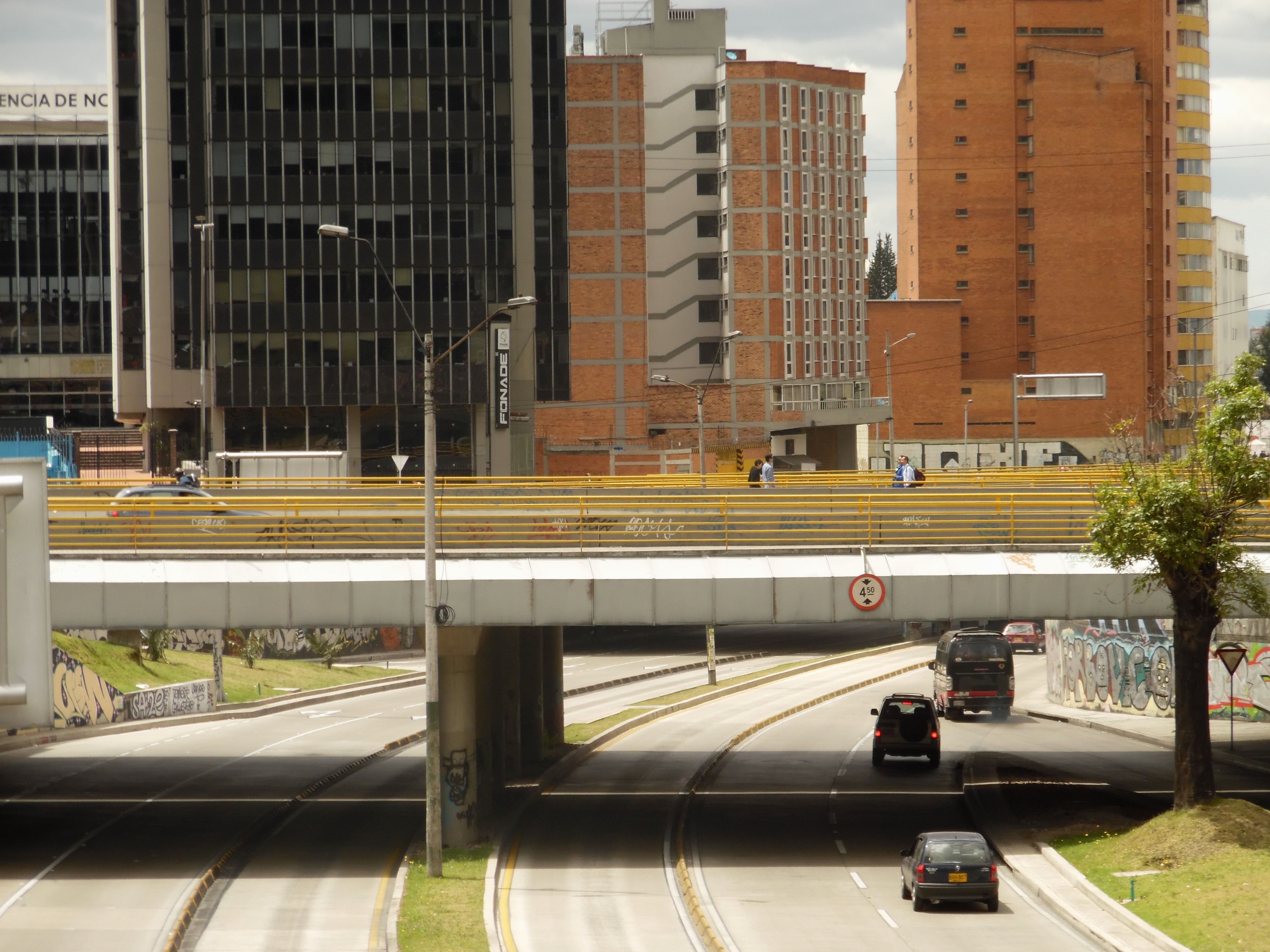
Con el viaducto de la av 26